# Montégut-en-Couserans
Pour les articles homonymes, voir Montégut.
Montégut-en-Couserans, en occitan Montagut de Coserans, est une commune française située dans l'ouest du département de l'Ariège, en région Occitanie. Sur le plan historique et culturel, la commune fait partie du Couserans, pays aux racines gasconnes structuré par le cours du Salat.
Exposée à un climat océanique altéré, elle est drainée par le ruisseau de Merdançon et par divers autres petits cours d'eau. Incluse dans le parc naturel régional des Pyrénées ariégeoises, la commune possède un patrimoine naturel remarquable : un site Natura 2000 (le « chars de Moulis et de Liqué, grotte d'Aubert, Soulane de Balaguères et de Sainte-Catherine, granges des vallées de Sour et d'Astien ») et deux zones naturelles d'intérêt écologique, faunistique et floristique.
Montégut-en-Couserans est une commune rurale qui compte 73 habitants en 2022, après avoir connu un pic de population de 342 habitants en 1831. Elle fait partie de l'aire d'attraction de Saint-Girons. Ses habitants sont appelés les Montégutois ou Montégutoises.
Le patrimoine architectural de la commune comprend deux  immeubles protégés au titre des monuments historiques : le château de Montégut-en-Couserans, inscrit en 1987, et l'église Saint-Jean-Baptiste, inscrite en 1965.

## Géographie

### Localisation
La commune de Montégut-en-Couserans se trouve dans le département de l'Ariège, en région Occitanie.
Elle se situe à 42 km à vol d'oiseau de Foix, préfecture du département, et à 4 km de Saint-Girons, sous-préfecture.
Les communes les plus proches sont : 
Moulis (2,2 km), Montgauch (2,6 km), Lorp-Sentaraille (3,7 km), Saint-Lizier (4,2 km), Saint-Girons (4,2 km), Cazavet (4,7 km), Engomer (4,8 km), Balaguères (5,4 km).
Sur le plan historique et culturel, Montégut-en-Couserans fait partie du Couserans, pays aux racines gasconnes structuré par le cours du Salat (affluent de la Garonne), que rien ne prédisposait à rejoindre les anciennes dépendances du comté de Foix.
Les communes limitrophes sont  Montgauch, Moulis et Saint-Lizier.
| Montgauch |                       |              |
|           | Montégut-en-Couserans | Saint-Lizier |
|           | Moulis                |              |

### Géologie et relief
La commune est située dans les Pyrénées, une chaîne montagneuse jeune, érigée durant l'ère tertiaire (il y a 40 millions d'années environ), en même temps que les Alpes. Les terrains affleurants sur le territoire communal sont constitués de roches sédimentaires datant du Mésozoïque, anciennement appelé Ère secondaire, qui s'étend de −252,2 à −66,0 Ma. La structure détaillée des couches affleurantes est décrite dans les feuilles « n°1073 - Aspect » et « n°1074 - Saint-Girons » de la carte géologique harmonisée au 1/50 000ème du département de l'Ariège, et leurs notices associées,.
La superficie cadastrale de la commune publiée par l’Insee, qui sert de références dans toutes les statistiques, est de 6,18 km2,. La superficie géographique, issue de la BD Topo, composante du Référentiel à grande échelle produit par l'IGN, est quant à elle de 6,3 km2. Son relief est particulièrement escarpé puisque la dénivelée maximale atteint 477 mètres. L'altitude du territoire varie entre 403 m et 880 m.

### Hydrographie

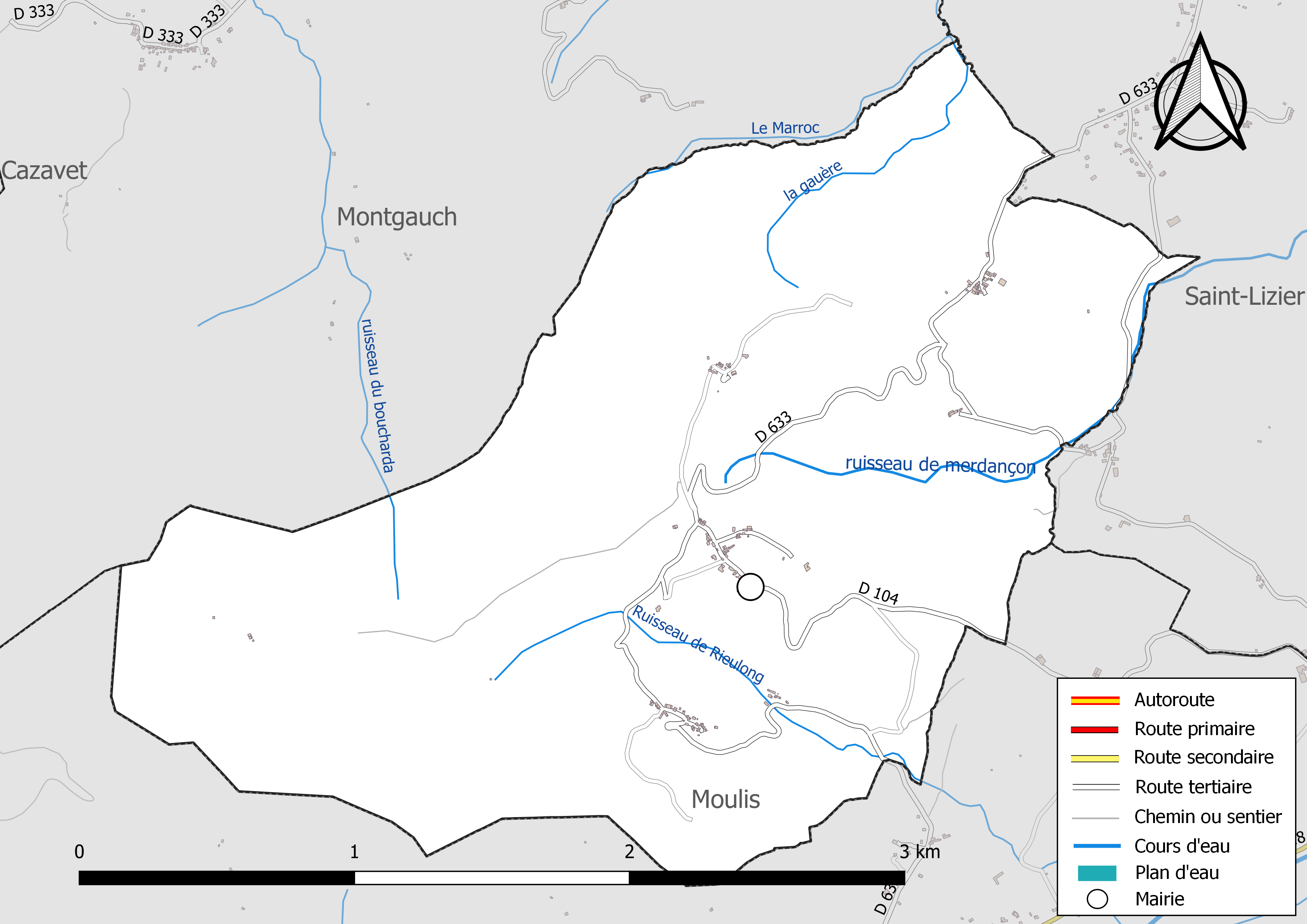
Réseaux hydrographique et routier de Montégut-en-Couserans.

La commune est dans le bassin versant de la Garonne, au sein du bassin hydrographique Adour-Garonne. Elle est drainée par le ruisseau de merdançon, la gauère, le Marroc, le ruisseau de Rieulong et le ruisseau du boucharda, constituant un réseau hydrographique de 6 km de longueur totale,.

### Climat
Pour des articles plus généraux, voir Climat de l'Occitanie et Climat de l'Ariège.
En 2010, le climat de la commune est de type climat océanique altéré, selon une étude s'appuyant sur une série de données couvrant la période 1971-2000. En 2020, Météo-France publie une typologie des climats de la France métropolitaine dans laquelle la commune est exposée à un climat de montagne et est dans la région climatique Pyrénées centrales, caractérisée par une pluviométrie annuelle de 1 000 à 1 200 mm.
Pour la période 1971-2000, la température annuelle moyenne est de 11,4 °C, avec  une amplitude thermique annuelle de 14 °C. Le cumul annuel moyen de précipitations est de 921 mm, avec 9,6 jours de précipitations en janvier et 7,1 jours en juillet. Pour la période 1991-2020 la température moyenne annuelle observée sur la station météorologique la plus proche, située sur la commune de Lorp-Sentaraille à 4 km à vol d'oiseau, est de 12,5 °C et le cumul annuel moyen de précipitations est de 973,2 mm,. Pour l'avenir, les paramètres climatiques de la commune estimés pour 2050 selon différents scénarios d’émission de gaz à effet de serre sont consultables sur un site dédié publié par Météo-France en novembre 2022.

### Milieux naturels et biodiversité

#### Espaces protégés
La protection réglementaire est le mode d’intervention le plus fort pour préserver des espaces naturels remarquables et leur biodiversité associée,.
La commune fait partie du parc naturel régional des Pyrénées ariégeoises, créé en 2009 et d'une superficie de 245 973 ha, qui s'étend sur 138 communes du département. Ce territoire unit les plus hauts sommets aux frontières de l’Andorre et de l’Espagne (la Pique d'Estats, le mont Valier, etc) et les plus hautes vallées des avants-monts, jusqu’aux plissements du Plantaurel.

#### Réseau Natura 2000

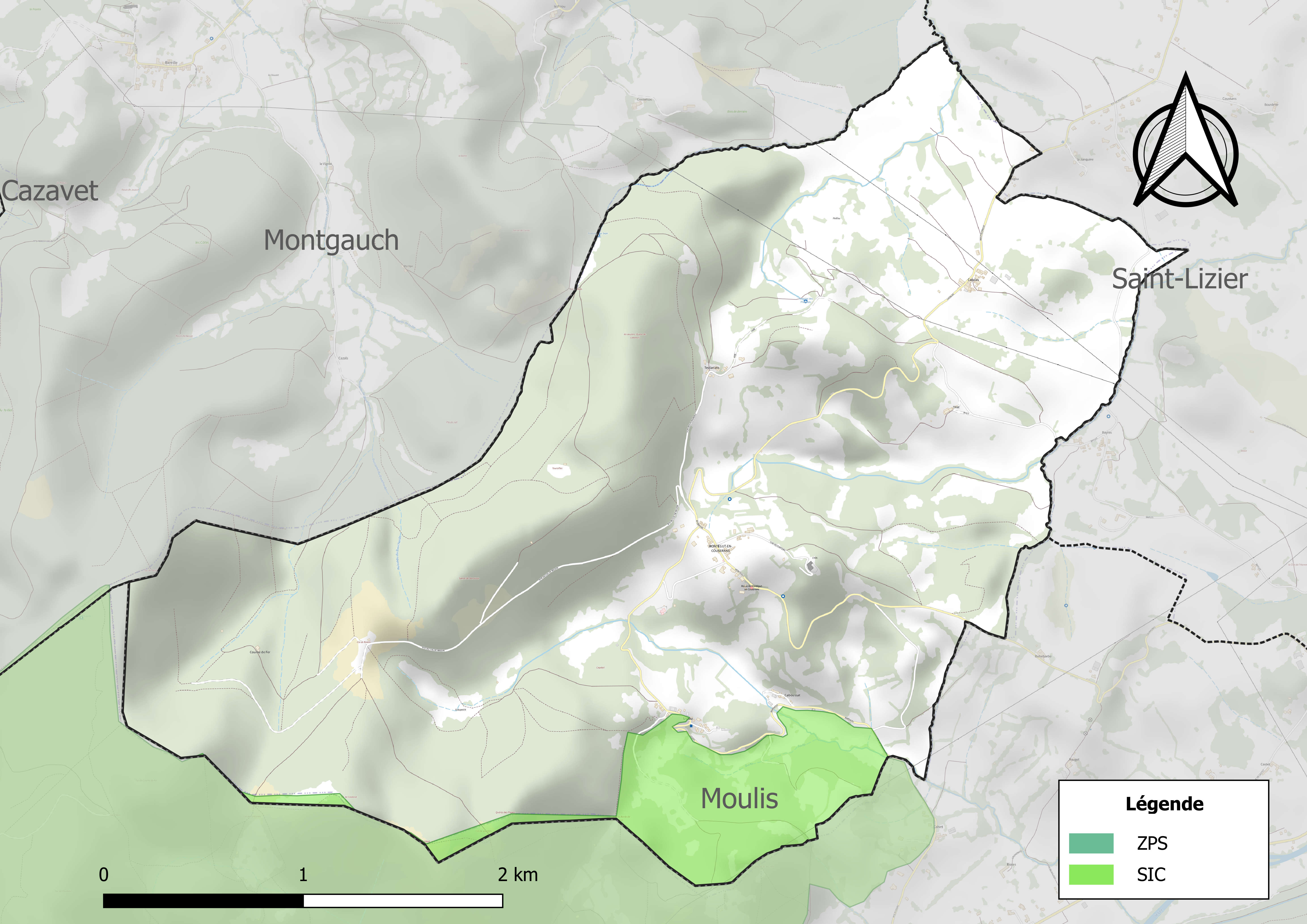
Site Natura 2000 sur le territoire communal.

Le réseau Natura 2000 est un réseau écologique européen de sites naturels d'intérêt écologique élaboré à partir des directives habitats et oiseaux, constitué de zones spéciales de conservation (ZSC) et de zones de protection spéciale (ZPS).
Un site Natura 2000 a été défini sur la commune au titre de la directive habitats : le « chars de Moulis et de Liqué, grotte d'Aubert, Soulane de Balaguères et de Sainte-Catherine, granges des vallées de Sour et d'Astien », d'une superficie de 4 377 ha, un ensemble de petits massifs calcaires karstifiés avec sites à orchidées exceptionnels et des grottes de reproduction pour les chauves-souris.

#### Zones naturelles d'intérêt écologique, faunistique et floristique
L’inventaire des zones naturelles d'intérêt écologique, faunistique et floristique (ZNIEFF) a pour objectif de réaliser une couverture des zones les plus intéressantes sur le plan écologique, essentiellement dans la perspective d’améliorer la connaissance du patrimoine naturel national et de fournir aux différents décideurs un outil d’aide à la prise en compte de l’environnement dans l’aménagement du territoire.
Une ZNIEFF de type 1 est recensée sur la commune :
la « soulane de Balaguères au Char de Liqué » (5 178 ha), couvrant 13 communes du département et une ZNIEFF de type 2, : 
le « massif d'Arbas » (27 233 ha), couvrant 90 communes dont 48 dans l'Ariège et 42 dans la Haute-Garonne.

Carte des ZNIEFF de type 1 et 2 à Montégut-en-Couserans.
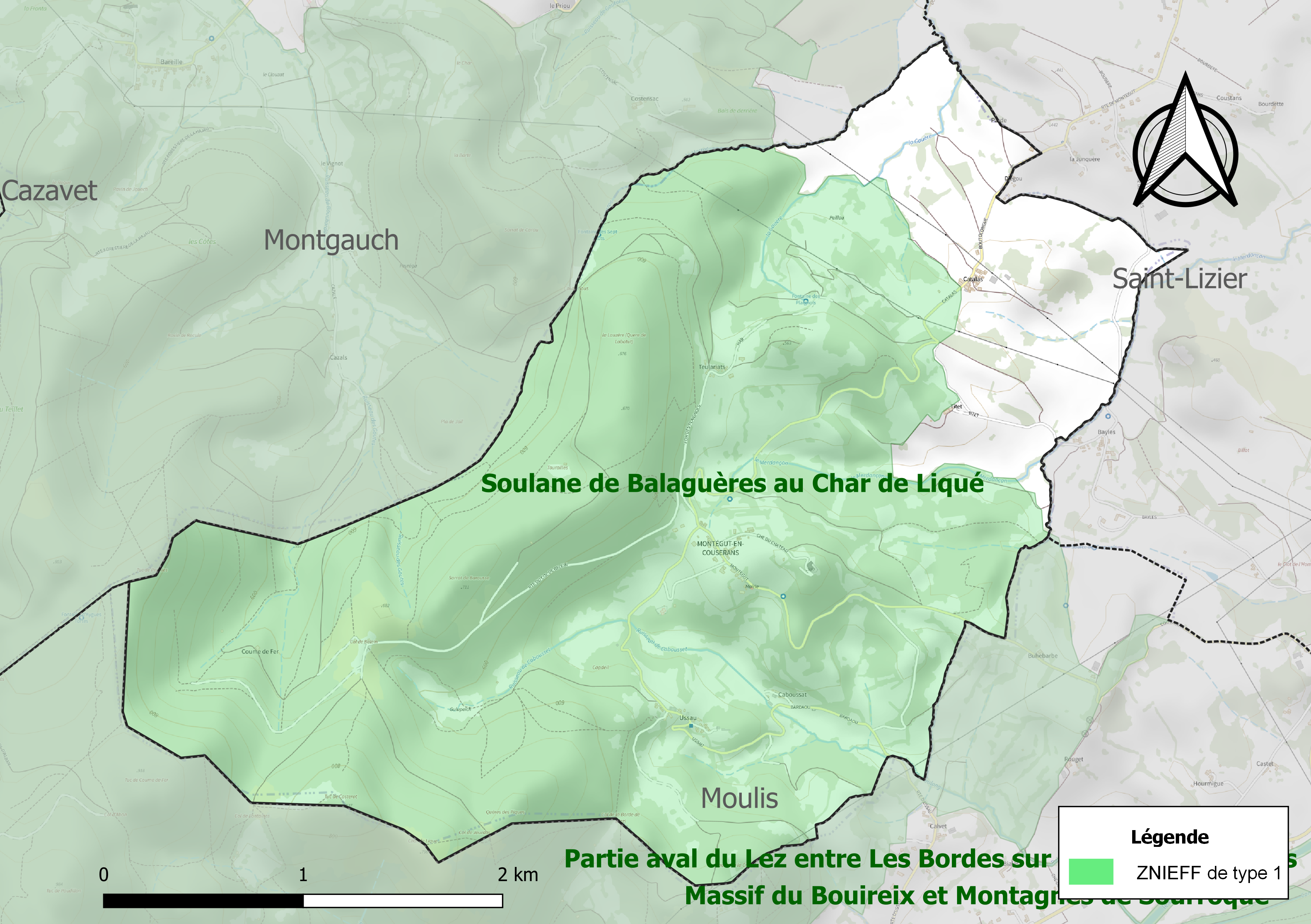
Carte de la ZNIEFF de type 1 sur la commune.
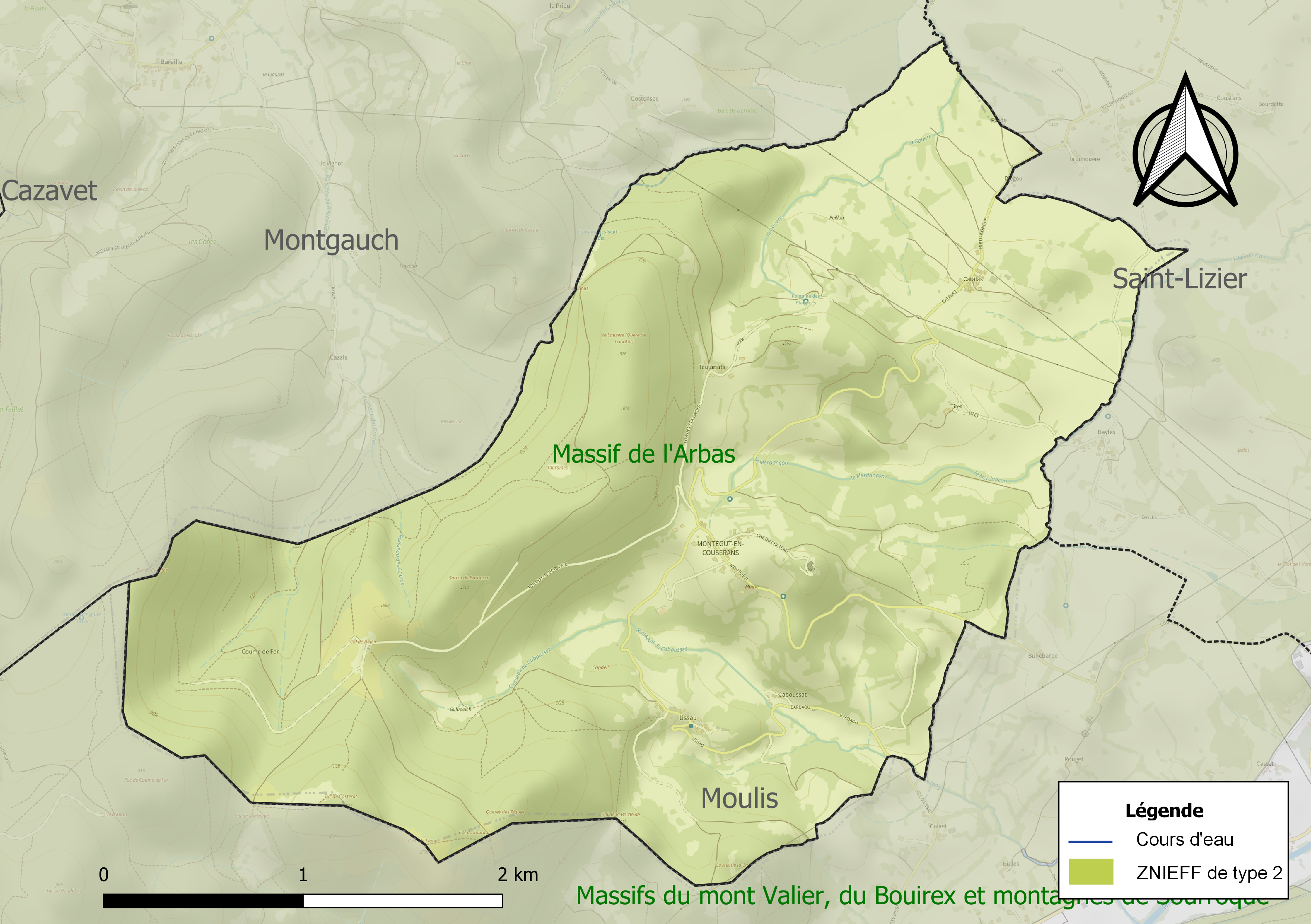
Carte de la ZNIEFF de type 2 sur la commune.

## Urbanisme

### Typologie
Au 1er janvier 2024, Montégut-en-Couserans est catégorisée commune rurale à habitat très dispersé, selon la nouvelle grille communale de densité à 7 niveaux définie par l'Insee en 2022.
Elle est située hors unité urbaine. Par ailleurs la commune fait partie de l'aire d'attraction de Saint-Girons, dont elle est une commune de la couronne,. Cette aire, qui regroupe 70 communes, est catégorisée dans les aires de moins de 50 000 habitants,.

### Occupation des sols
L'occupation des sols de la commune, telle qu'elle ressort de la base de données européenne d’occupation biophysique des sols Corine Land Cover (CLC), est marquée par l'importance des forêts et milieux semi-naturels (64,4 % en 2018), une proportion identique à celle de 1990 (64,4 %). La répartition détaillée en 2018 est la suivante : 
forêts (51,5 %), zones agricoles hétérogènes (20,1 %), prairies (15,5 %), milieux à végétation arbustive et/ou herbacée (13 %). L'évolution de l’occupation des sols de la commune et de ses infrastructures peut être observée sur les différentes représentations cartographiques du territoire : la carte de Cassini (XVIIIe siècle), la carte d'état-major (1820-1866) et les cartes ou photos aériennes de l'IGN pour la période actuelle (1950 à aujourd'hui).

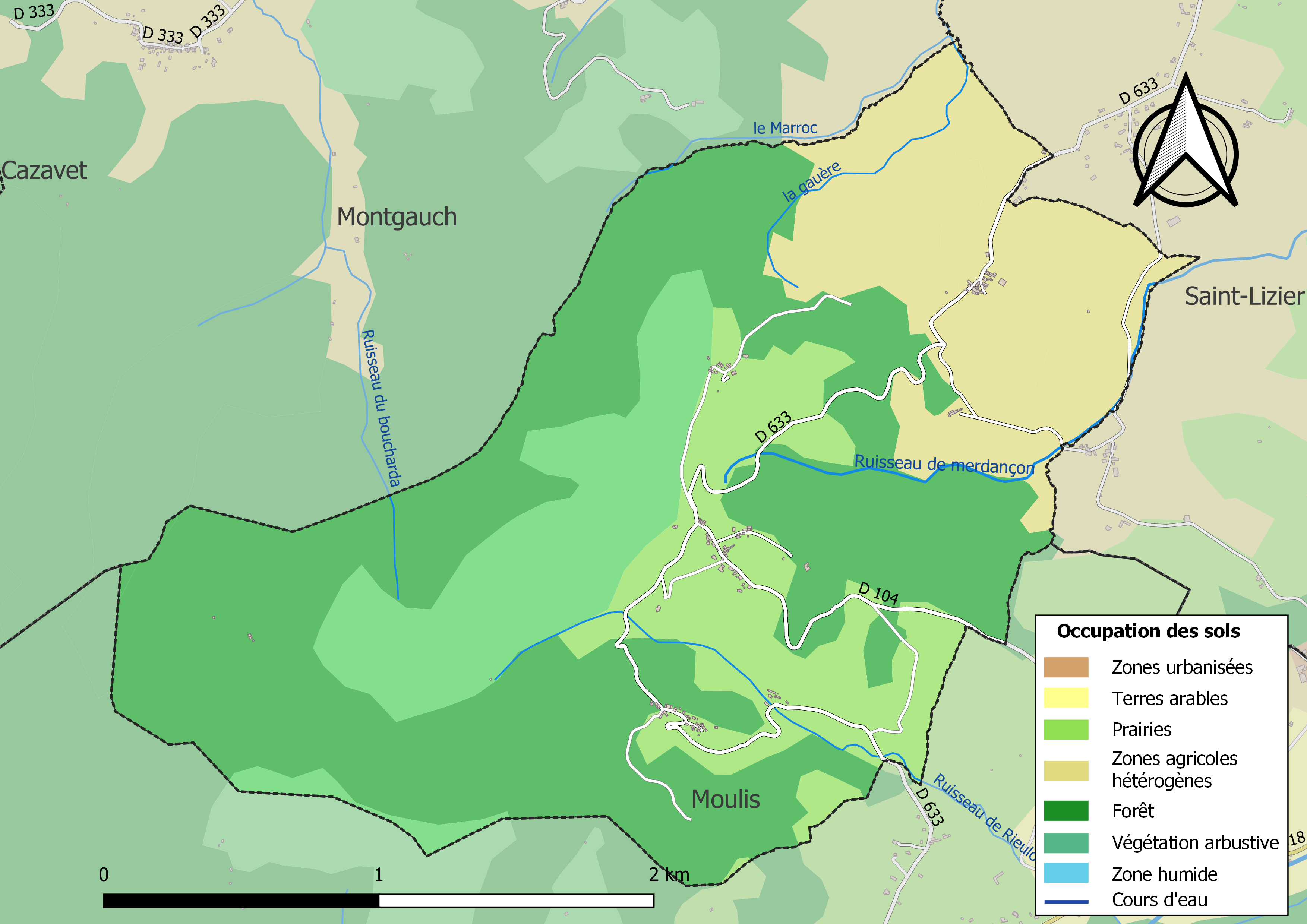
Carte des infrastructures et de l'occupation des sols de la commune en 2018 (CLC).

### Hameaux et lieux-dits
Les hameaux sont Théolariat, Ussou, Catalas, Titet, Palay.

### Habitat et logement
En 2018, le nombre total de logements dans la commune était de 41, alors qu'il était de 39 en 2013 et de 38 en 2008.
Parmi ces logements, 80,5 % étaient des résidences principales, 17,1 % des résidences secondaires et 2,4 % des logements vacants. Ces logements étaient pour 97,6 % d'entre eux des maisons individuelles et pour 2,4 % des appartements.
Le tableau ci-dessous présente la typologie des logements à Montégut-en-Couserans en 2018 en comparaison avec celle de l'Ariège et de la France entière. Une caractéristique marquante du parc de logements est ainsi une proportion de résidences secondaires et logements occasionnels (17,1 %) inférieure à celle du département (24,6 %) mais supérieure à celle de la France entière (9,7 %). Concernant le statut d'occupation de ces logements, 81,8 % des habitants de la commune sont propriétaires de leur logement (89,7 % en 2013), contre 66,3 % pour l'Ariège et 57,5 % pour la France entière.
| Typologie                                               | Montégut-en-Couserans | Ariège | France entière |
| ------------------------------------------------------- | --------------------- | ------ | -------------- |
| Résidences principales (en %)                           | 80,5                  | 65,7   | 82,1           |
| Résidences secondaires et logements occasionnels (en %) | 17,1                  | 24,6   | 9,7            |
| Logements vacants (en %)                                | 2,4                   | 9,7    | 8,2            |

### Risques majeurs

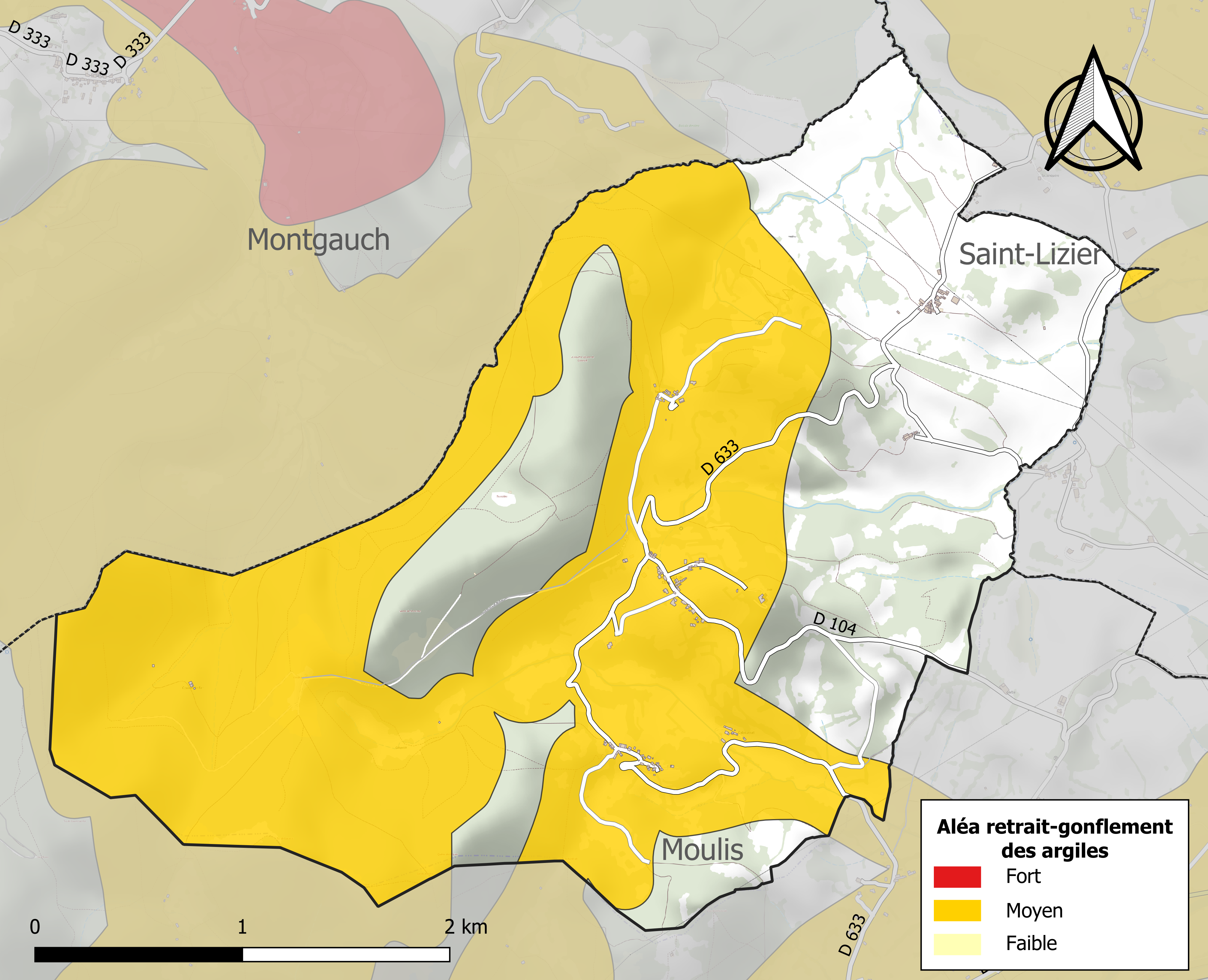
Zonage de l'aléa retrait-gonflement des argiles sur la commune de Montégut-en-Couserans.

Le territoire de la commune de Montégut-en-Couserans est vulnérable à différents aléas naturels : inondations, climatiques (grand froid ou canicule), feux de forêts, mouvements de terrains et séisme (sismicité modérée),.
Certaines parties du territoire communal sont susceptibles d’être affectées par le risque d’inondation par crue torrentielle d'un cours d'eau, ou ruissellement d'un versant.
Les mouvements de terrains susceptibles de se produire sur la commune sont soit des chutes de blocs, soit des glissements de terrains, soit des effondrements liés à des cavités souterraines, soit des mouvements liés au retrait-gonflement des argiles. Près de 50 % de la superficie du département est concernée par l'aléa retrait-gonflement des argiles, dont la commune de Montégut-en-Couserans. L'inventaire national des cavités souterraines permet par ailleurs de localiser celles situées sur la commune.

## Histoire
Le site a été occupé dès l'antiquité romaine.
Au Moyen Âge, c'était un fief rattaché au Comminges bien défendu par son château sur un oppidum.

## Politique et administration

### Découpage territorial
La commune de Montégut-en-Couserans est membre de la communauté de communes Couserans-Pyrénées, un établissement public de coopération intercommunale (EPCI) à fiscalité propre créé le 18 novembre 2016 dont le siège est à Saint-Lizier. Ce dernier est par ailleurs membre d'autres groupements intercommunaux.
Sur le plan administratif, elle est rattachée à l'arrondissement de Saint-Girons, au département de l'Ariège, en tant que circonscription administrative de l'État, et à la région Occitanie.
Sur le plan électoral, elle dépend du canton du Couserans Ouest pour l'élection des conseillers départementaux, depuis le redécoupage cantonal de 2014 entré en vigueur en 2015, et de la deuxième circonscription de l'Ariège  pour les élections législatives, depuis le redécoupage électoral de 1986.

### Liste des maires
| Période                                  | Période  | Identité      | Étiquette | Qualité                           |
| ---------------------------------------- | -------- | ------------- | --------- | --------------------------------- |
| mars 1994                                | 2008     | Roland Galey  |           |                                   |
| mars 2008                                | mai 2020 | René Clastres | DVG       | Retraité                          |
| mai 2020                                 | en cours | Henri Pouches |           | Ancienne Profession intermédiaire |
| Les données manquantes sont à compléter. |          |               |           |                                   |

## Démographie
L'évolution du nombre d'habitants est connue à travers les recensements de la population effectués dans la commune depuis 1793. Pour les communes de moins de 10 000 habitants, une enquête de recensement portant sur toute la population est réalisée tous les cinq ans, les populations de référence des années intermédiaires étant quant à elles estimées par interpolation ou extrapolation. Pour la commune, le premier recensement exhaustif entrant dans le cadre du nouveau dispositif a été réalisé en 2007.

En 2022, la commune comptait 73 habitants, en évolution de +1,39 % par rapport à 2016 (Ariège : +1,48 %, France hors Mayotte : +2,11 %).
| 1793 | 1800 | 1806 | 1821 | 1831 | 1836 | 1841 | 1846 | 1851 |
| ---- | ---- | ---- | ---- | ---- | ---- | ---- | ---- | ---- |
| 131  | 193  | 177  | 242  | 342  | 260  | 246  | 242  | 276  |

| 1856 | 1861 | 1866 | 1872 | 1876 | 1881 | 1886 | 1891 | 1896 |
| ---- | ---- | ---- | ---- | ---- | ---- | ---- | ---- | ---- |
| 240  | 208  | 202  | 188  | 174  | 179  | 204  | 210  | 190  |

| 1901 | 1906 | 1911 | 1921 | 1926 | 1931 | 1936 | 1946 | 1954 |
| ---- | ---- | ---- | ---- | ---- | ---- | ---- | ---- | ---- |
| 172  | 162  | 152  | 140  | 121  | 110  | 112  | 110  | 102  |

| 1962 | 1968 | 1975 | 1982 | 1990 | 1999 | 2006 | 2007 | 2012 |
| ---- | ---- | ---- | ---- | ---- | ---- | ---- | ---- | ---- |
| 91   | 84   | 63   | 51   | 55   | 67   | 70   | 70   | 66   |

| 2017 | 2022 | - | - | - | - | - | - | - |
| ---- | ---- | - | - | - | - | - | - | - |
| 76   | 73   | - | - | - | - | - | - | - |

## Sport et loisirs
- Falaises d'escalade.
- Circuits de randonnée avec ponts de vue, notamment par "le chemin des Carriers" jusqu'au col de Belein où se trouve une table d'orientation.

## Économie

### Emploi
| Division       | 2008  | 2013   | 2018   |
| -------------- | ----- | ------ | ------ |
| Commune        | 0 %   | 2,6 %  | 6,4 %  |
| Département    | 8,9 % | 11,1 % | 11,2 % |
| France entière | 8,3 % | 10 %   | 10 %   |

En 2018, la population âgée de 15 à 64 ans s'élève à 47 personnes, parmi lesquelles on compte 83 % d'actifs (76,6 % ayant un emploi et 6,4 % de chômeurs) et 17 % d'inactifs,. Depuis 2008, le taux de chômage communal (au sens du recensement) des 15-64 ans est inférieur à celui de la France et du département.
La commune fait partie de la couronne de l'aire d'attraction de Saint-Girons, du fait qu'au moins 15 % des actifs travaillent dans le pôle,. Elle compte 9 emplois en 2018, contre 15 en 2013 et 19 en 2008. Le nombre d'actifs ayant un emploi résidant dans la commune est de 36, soit un indicateur de concentration d'emploi de 25,1 % et un taux d'activité parmi les 15 ans ou plus de 59,1 %.
Sur ces 36 actifs de 15 ans ou plus ayant un emploi, 8 travaillent dans la commune, soit 22 % des habitants. Pour se rendre au travail, 91,7 % des habitants utilisent un véhicule personnel ou de fonction à quatre roues, 8,3 % s'y rendent en deux-roues, à vélo ou à pied.

### Activités hors agriculture
3 établissements sont implantés  à Montégut-en-Couserans au 31 décembre 2019.
Le secteur de la construction est prépondérant sur la commune puisqu'il représente 66,7 % du nombre total d'établissements de la commune (2 sur les 3 entreprises implantées  à Montégut-en-Couserans), contre 14,2 % au niveau départemental.

### Agriculture
La commune fait partie de la petite région agricole dénommée « Région sous-pyrénéenne ». En 2010, l'orientation technico-économique de l'agriculture  sur la commune est l'élevage de bovins pour la viande.
|                                   | 1988 | 2000 | 2010 |
| --------------------------------- | ---- | ---- | ---- |
| Exploitations                     | 11   | 9    | 10   |
| Superficie agricole utilisée (ha) | 179  | 188  | 159  |

Le nombre d'exploitations agricoles en activité et ayant leur siège dans la commune est passé de 11 lors du recensement agricole de 1988 à 9 en 2000 puis à 10 en 2010, soit une baisse de 9 % en 22 ans. Le même mouvement est observé à l'échelle du département qui a perdu pendant cette période 48 % de ses exploitations. La surface agricole utilisée sur la commune a également diminué, passant de 179 ha en 1988 à 159 ha en 2010. Parallèlement la surface agricole utilisée moyenne reste stable à 16 ha.

## Culture locale et patrimoine

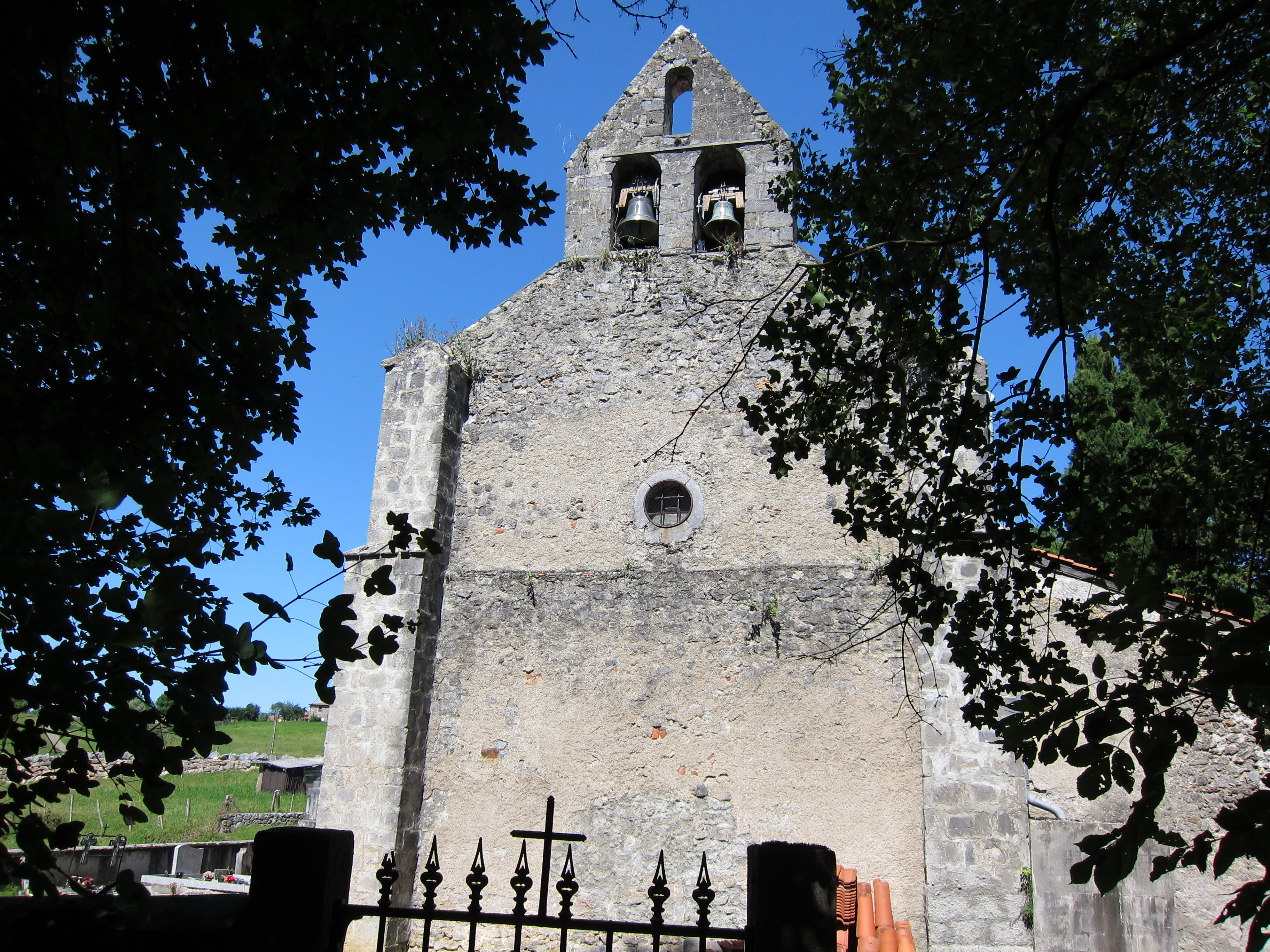
Église Saint-Jean-Baptiste

### Lieux et monuments
- Château féodal, mentionné dès 1110, inscrit au titre des monuments historiques en 1987.
- Église Saint-Jean-Baptiste datant du XIVe – XVe siècle à clocher-mur avec un porche gothique inscrit MH depuis 1965[51].
- Chapelle au village.
- À Sarrat de Barrousse se trouve une carrière de marbre noir qui fut exploitée jusqu'en 1978 puis sécurisée en 2018[52].
- Trois vignes sont encore présentes en 2010 sur la commune[53].

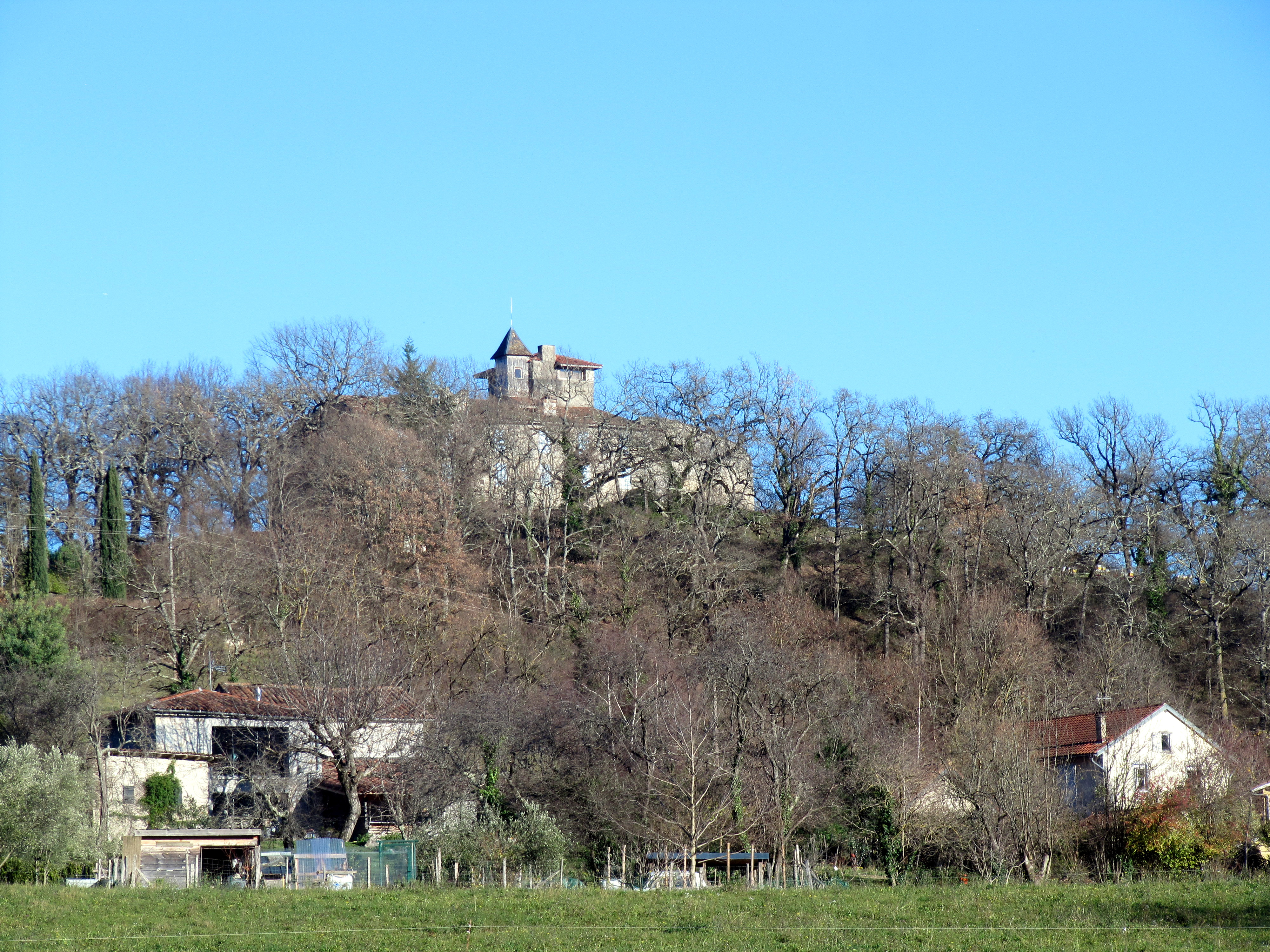
Le château sur son oppidum.
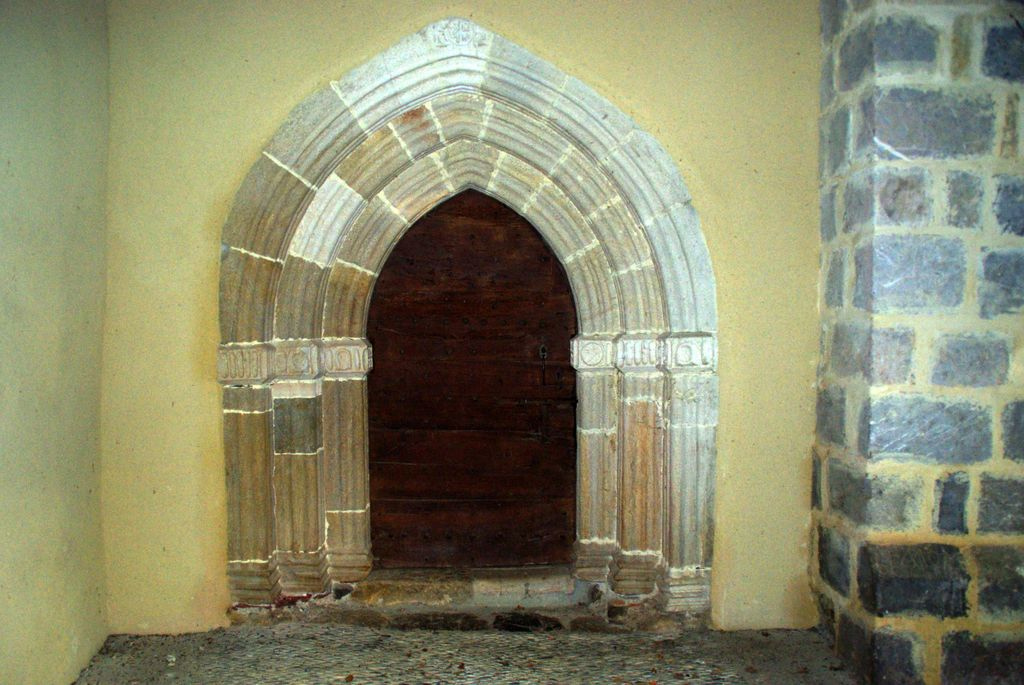
Portail de l'église inscrit à l'inventaire des monuments historiques
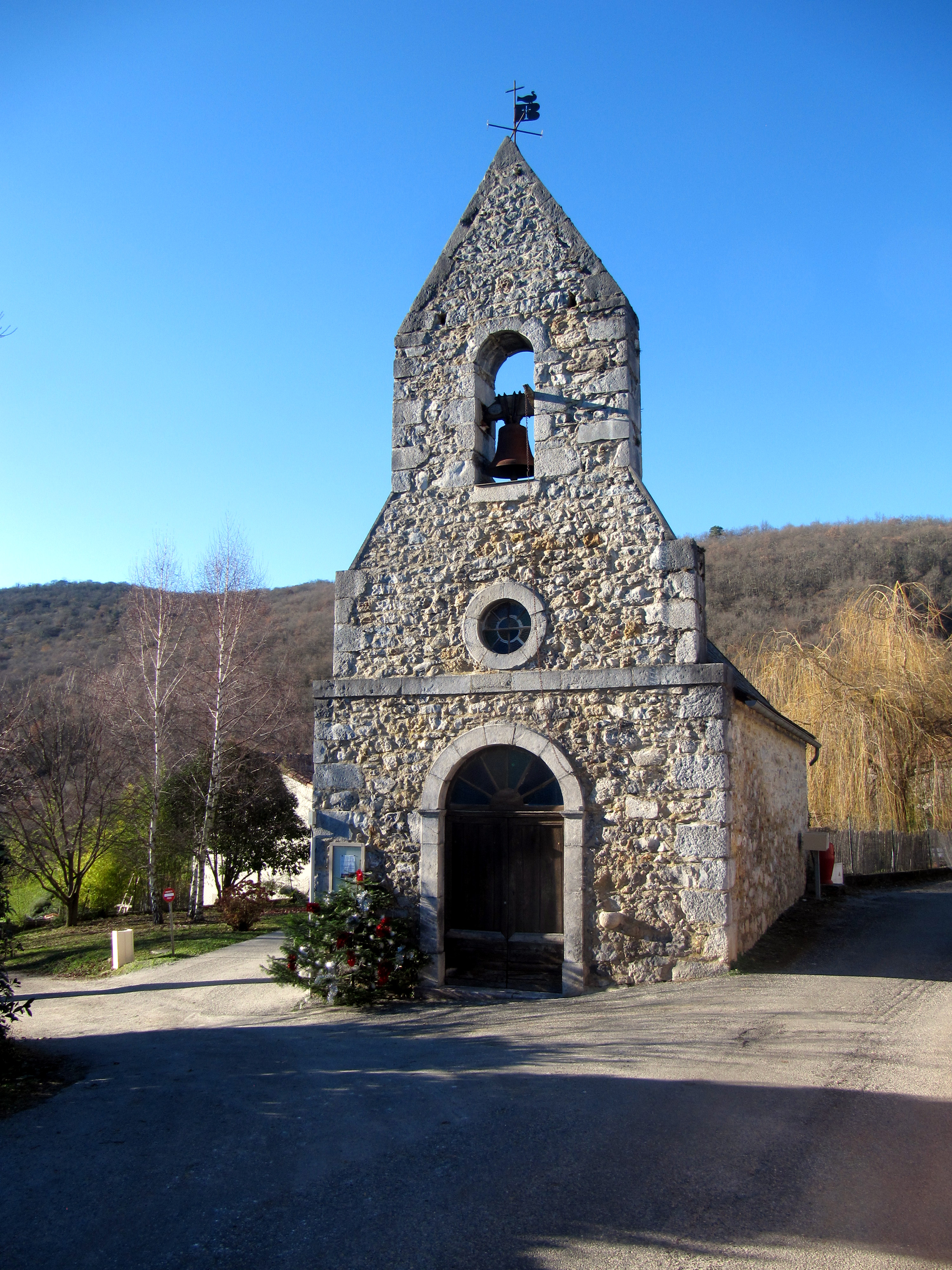
Chapelle
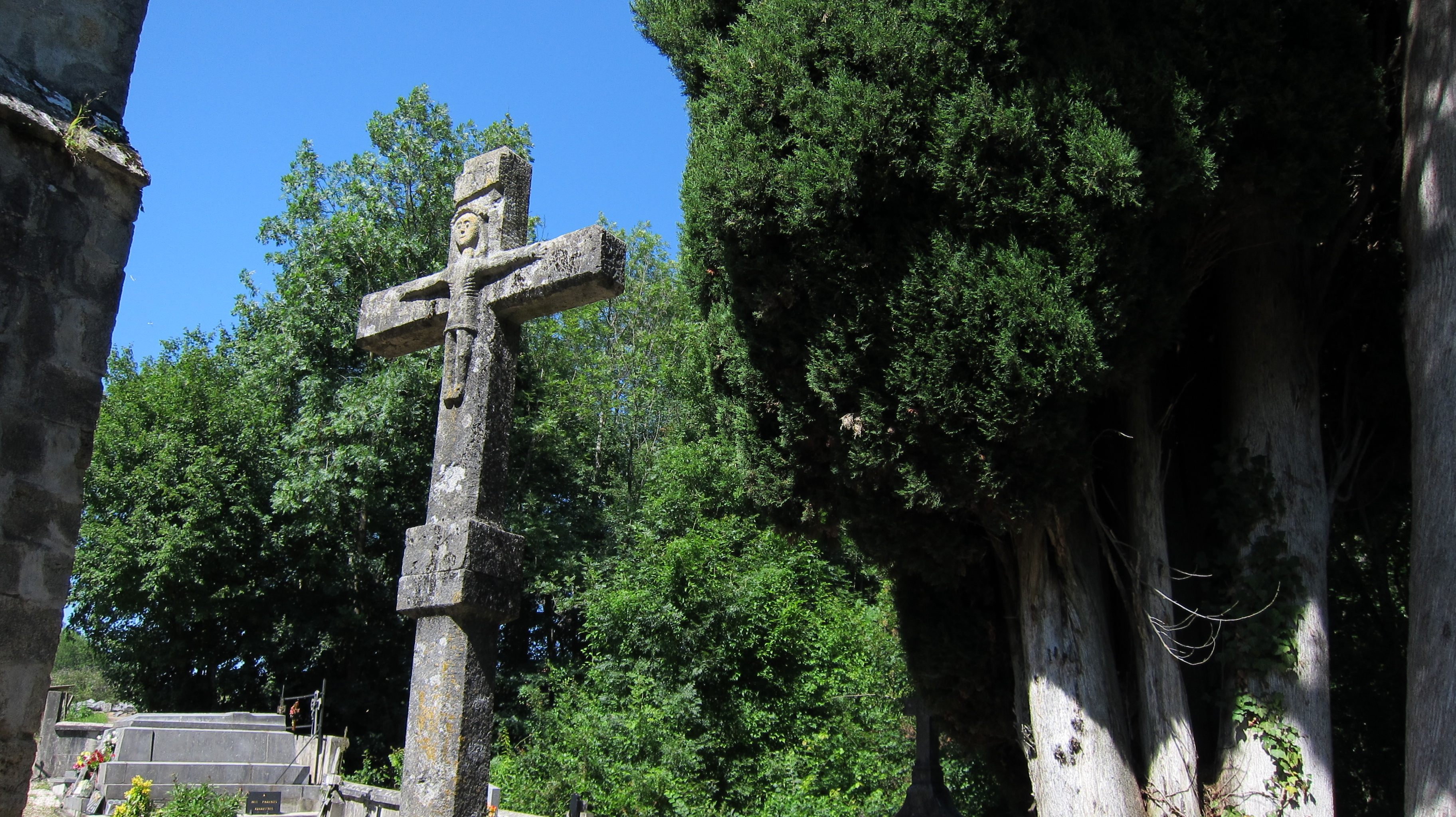
Monument d'un Christ en croix sculpté dans la pierre dans le cimetière.
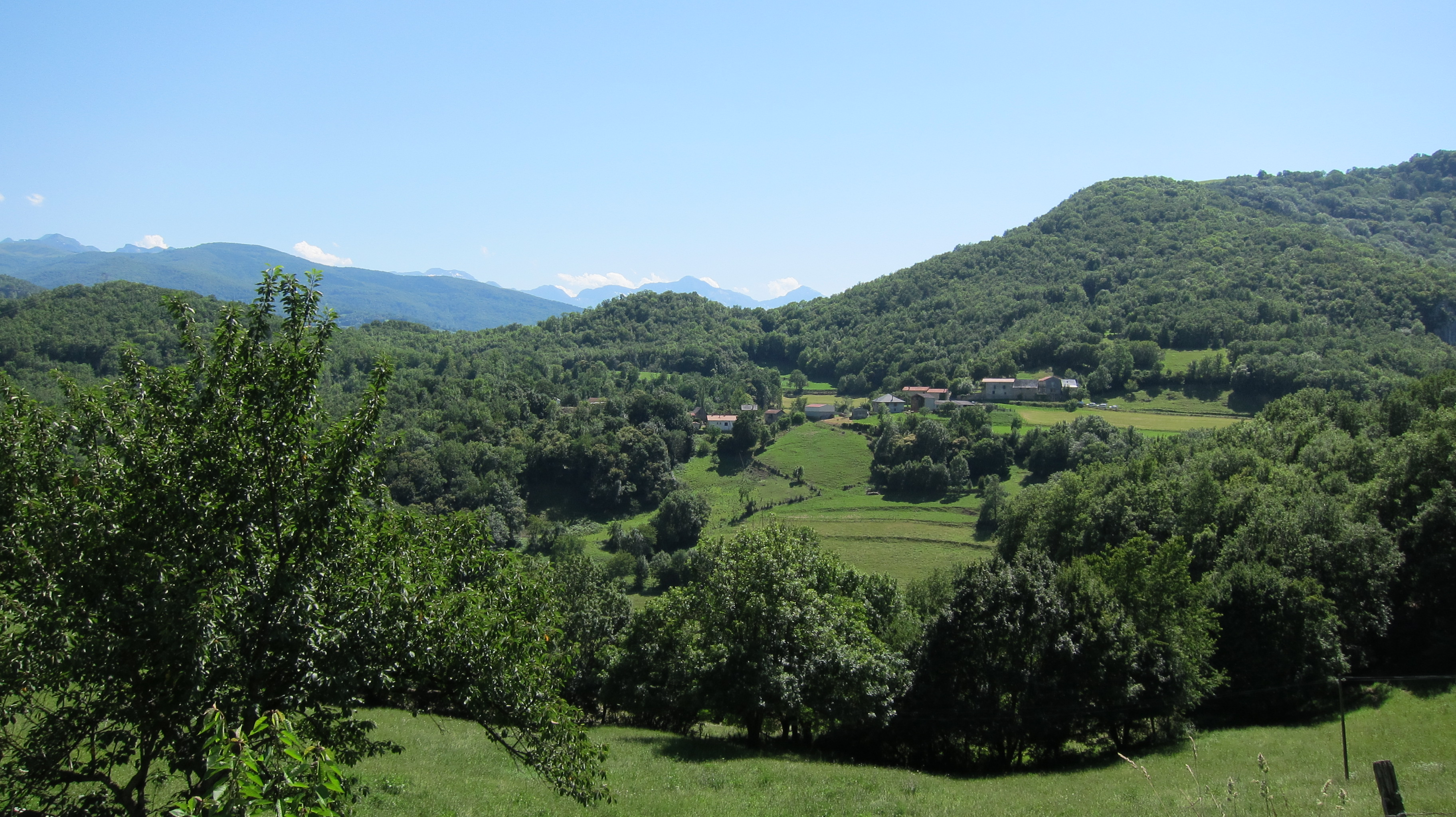
Vue sur le hameau d'Ussau depuis le village.

### Personnalités liées à la commune
- Famille de Roquemaurel
- Éric Béchu (1960-2013) est inhumé au cimetière communal.